# NGC 6816
NGC 6816 is een elliptisch sterrenstelsel in het sterrenbeeld Boogschutter. Het hemelobject werd op 30 juli 1834 ontdekt door de Britse astronoom John Herschel.

## Synoniemen
- ESO 460-30
- MCG -5-46-6
- PGC 63587